# Armenien i olympiska sommarspelen 2008
Armenien i olympiska sommarspelen 2008 bestod av 25 idrottare som blivit uttagna av Armeniens olympiska kommitté.

## Boxning
- Huvudartikel: Boxning vid olympiska sommarspelen 2008

| Hovhannes Danielyan  | Lätt flugvikt   | Thomas Essomba (CMR) W 9-3     | Birzjan Zjakypov (KAZ) L 13-7 | Gick inte vidare                | Gick inte vidare                | Gick inte vidare |                  |                  |
| Hratjik Javachjan    | Lättvikt        |                                | Rasheed Lawal (NGR) W 12-0    | Jong Sub-Baik (KOR) W (gav upp) | Aleksej Tisjtjenko (RUS) L 10-5 | Gick inte vidare |                  |                  |
| Eduard Hambardzumjan | Lätt weltervikt | Manuel Felix Diaz (DOM) L 11-4 | Gick inte vidare              | Gick inte vidare                | Gick inte vidare                | Gick inte vidare | Gick inte vidare | Gick inte vidare |
| Andranik Hakobjan    | Medelvikt       | Ahmed Saraku (GHA) W 14:8      | Elsjod Rasulov (UZB) L 7-3    | Gick inte vidare                | Gick inte vidare                | Gick inte vidare |                  |                  |

## Brottning
- Huvudartikel: Brottning vid olympiska sommarspelen 2008

| Idrottare          | Klass                          | Kvalomgång                      | Åttondelsfinal              | Kvartsfinal                      | Semifinal                    | Final                | Bronsomgång Runda 1             | Bronsomgång Runda 2           | Brongsmedalj- kamp   |
| Idrottare          | Klass                          | Motståndare Resultat            | Motståndare Resultat        | Motståndare Resultat             | Motståndare Resultat         | Motståndare Resultat | Motståndare Resultat            | Motståndare Resultat          | Motståndare Resultat |
| ------------------ | ------------------------------ | ------------------------------- | --------------------------- | -------------------------------- | ---------------------------- | -------------------- | ------------------------------- | ----------------------------- | -------------------- |
| Martin Berberjan   | Fristil, fjädervikt            | Saeed Azarbayjani (CAN) L 0-4   | Gick inte vidare            | Gick inte vidare                 | Gick inte vidare             | Gick inte vidare     | Gick inte vidare                | Gick inte vidare              | Gick inte vidare     |
| Suren Markosian    | Fristil, lättvikt              | Irbek Farniev (RUS) L 2-7       | Gick inte vidare            | Gick inte vidare                 | Gick inte vidare             | Gick inte vidare     | Gick inte vidare                | Gick inte vidare              | Gick inte vidare     |
| Harutiun Jenokjan  | Fristil, mellanvikt            |                                 | Adnene Rhimi (TUN) W 14-1   | Revazi Mindorasjvili (GEO) L 0-4 | Gick inte vidare             |                      | David Bitjinasjvili (GER) L 3-4 | Gick inte vidare              | Gick inte vidare     |
| Roman Amojan       | Grekisk-romersk, bantamvikt    | Bye                             | Asset Imanbajev (KAZ) W 3-1 | Lasja Gogitadze (GEO) W 3-1      | Rovsjan Bajramov (AZE) L 1-3 |                      |                                 | Yagnier Hernandez (CUB) W 8-0 | Gick inte vidare     |
| Karen Mnatsakanjan | Grekisk-romersk, fjädervikt    | Makoto Sasamoto (JPN) L 3-1     | Gick inte vidare            | Gick inte vidare                 | Gick inte vidare             | Gick inte vidare     | Gick inte vidare                | Gick inte vidare              | Gick inte vidare     |
| Arman Adikjan      | Grekisk-romersk, lättvikt      | Tamas Loerincz (HUN) L 3-4      | Gick inte vidare            | Gick inte vidare                 | Gick inte vidare             | Gick inte vidare     | Gick inte vidare                | Gick inte vidare              | Gick inte vidare     |
| Arsen Julfalakjan  | Grekisk-romersk, weltervikt    | Volodymyr Sjatskych (UKR) W 3-3 | Peter Bacsi (HUN) L 6-8     | Gick inte vidare                 | Gick inte vidare             | Gick inte vidare     | Gick inte vidare                | Gick inte vidare              | Gick inte vidare     |
| Denis Forov        | Grekisk-romersk, mellanvikt    | Shingo Matsumoto (JPN) W 10-2   | Brad Vering (USA) W 8-2     | Ara Abrahamian (SWE) L 5-3       | Gick inte vidare             | Gick inte vidare     | Gick inte vidare                | Gick inte vidare              | Gick inte vidare     |
| Juri Patrikejev    | Grekisk-romersk, supertungvikt | Bye                             | Yasser Sakr (EGY) W 12-1    | Mijain Lopez (CUB) L 1-4         | Gick inte vidare             |                      | Sjarhej Artsjuchin (BLR) W 3-1  | Jalmar Sjöberg (SWE) W 6-2    | Gick inte vidare     |

## Friidrott
- Huvudartikel: Friidrott vid olympiska sommarspelen 2008

Förkortningar
- Noteringar – Placeringarna avser endast löparens eget heat
- Q = Kvalificerad till nästa omgång
- q = Kvalificerade sig till nästa omgång som den snabbaste idrottaren eller, i fältgrenarna, via placering utan att uppnå kvalgränsen.
- NR = Nationellt rekord
- N/A = Omgången ingick inte i grenen
- Bye = Idrottaren behövde inte delta i denna omgång

Herrar
Fältgrenar
| Idrottare     | Gren          | Kval    | Kval      | Final            | Final            |
| Idrottare     | Gren          | Distans | Placering | Distans          | Placering        |
| ------------- | ------------- | ------- | --------- | ---------------- | ---------------- |
| Melik Janoyan | Spjutkastning | 64,47   | 37        | Gick inte vidare | Gick inte vidare |

Damer
Bana & landsväg
| Idrottare      | Gren  | Heat     | Heat      | Kvartsfinal      | Kvartsfinal      | Semifinal        | Semifinal        | Final            | Final            |
| Idrottare      | Gren  | Resultat | Placering | Resultat         | Placering        | Resultat         | Placering        | Resultat         | Placering        |
| -------------- | ----- | -------- | --------- | ---------------- | ---------------- | ---------------- | ---------------- | ---------------- | ---------------- |
| Ani Khachikyan | 100 m | 12,76    | 6         | Gick inte vidare | Gick inte vidare | Gick inte vidare | Gick inte vidare | Gick inte vidare | Gick inte vidare |

## Judo
Herrar
| Idrottare         | Gren                    | Inledande omgång     | Sextondelsfinal           | Åttondelsfinal            | Kvartsfinal          | Semifinal            | Återkval 1           | Återkval 2           | Återkval 3           | Final / BM           | Final / BM       |
| Idrottare         | Gren                    | Motståndare Resultat | Motståndare Resultat      | Motståndare Resultat      | Motståndare Resultat | Motståndare Resultat | Motståndare Resultat | Motståndare Resultat | Motståndare Resultat | Motståndare Resultat | Placering        |
| ----------------- | ----------------------- | -------------------- | ------------------------- | ------------------------- | -------------------- | -------------------- | -------------------- | -------------------- | -------------------- | -------------------- | ---------------- |
| Hovhannes Davtyan | Extra lättvikt (-60 kg) | BYE                  | Piker (CUB) W 0100–0010   | Kim K-J (PRK) L 0000–0022 | Gick inte vidare     | Gick inte vidare     | Gick inte vidare     | Gick inte vidare     | Gick inte vidare     | Gick inte vidare     | Gick inte vidare |
| Armen Nazaryan    | Halv lättvikt (-66 kg)  | BYE                  | El Hady (EGY) L 0000–0001 | Gick inte vidare          | Gick inte vidare     | Gick inte vidare     | Gick inte vidare     | Gick inte vidare     | Gick inte vidare     | Gick inte vidare     | Gick inte vidare |

## Simning
- Huvudartikel: Simning vid olympiska sommarspelen 2008

## Skytte
- Huvudartikel: Skytte vid olympiska sommarspelen 2008

## Tyngdlyftning
- Huvudartikel: Tyngdlyftning vid olympiska sommarspelen 2008